# Fríkirkja

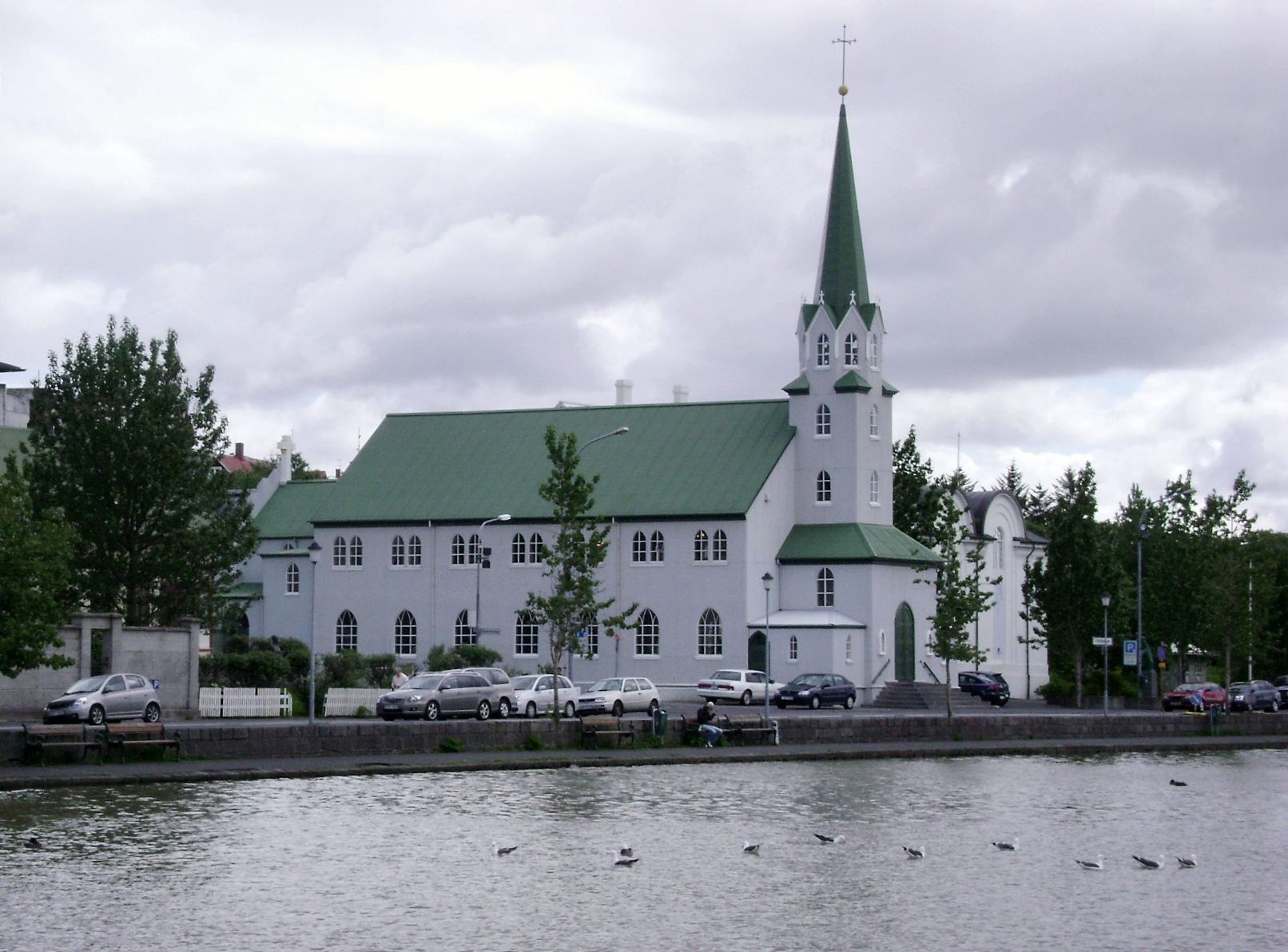
Fríkirkja, Reykjavík

Die Freikirche in Reykjavík (isl. Fríkirkjan í Reykjavík) ist ein Kirchengebäude der von der Isländischen Staatskirche unabhängigen lutherischen Freikirche in Island. Sie liegt im Zentrum der isländischen Hauptstadt am Tjörnin. Das weiße Gebäude mit grünen Dächern wurde 1901 in gotisierenden Formen errichtet. Es wurde mehrfach umgebaut, bis es 1940 sein heutiges Erscheinungsbild erhielt.